# George Barnes (Sportschütze)
George Barnes (* 1849; † 25. Januar 1934) war ein britischer Sportschütze.

## Erfolge
George Barnes nahm an den Olympischen Spielen 1908 in London teil, bei denen er mit dem Kleinkalibergewehr auf 50 und 100 Yards antrat. Mit insgesamt 385 Punkten, davon 189 Punkte über 50 Yards und 196 Punkte über 100 Yards, schloss er den Wettbewerb hinter Arthur Carnell und Harold Humby auf dem dritten Rang ab, womit er die Bronzemedaille gewann.